# Cânion da Igreja Velha
Cânion da Igreja Velha é um cânion brasileiro situado no planalto dos Campos Gerais, no município de Tibagi, no estado do Paraná.
O cânion fica no Segundo Planalto Paranaense, dentro da Área de Proteção Ambiental da Escarpa Devoniana, que é uma unidade de conservação estadual. Está localizado a 20 quilômetros da cidade de Tibagi e possui cerca de 10 quilômetros de extensão, atraindo muitos turistas.